# 希土战争 (1897年)

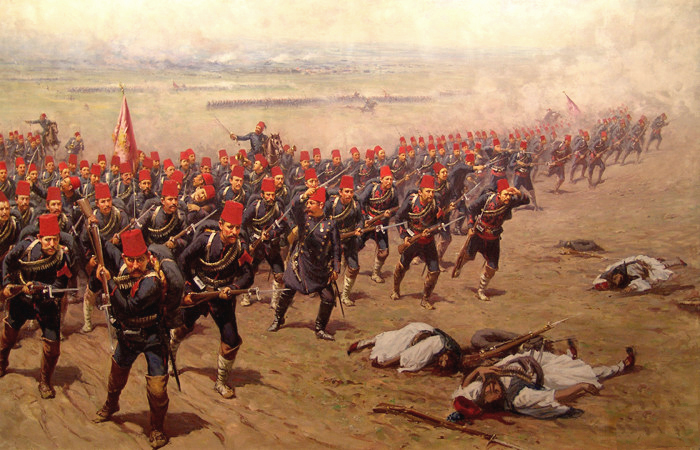
《进攻》，Domokos战役中的土耳其军的大败希腊埃夫佐尼。由苏丹麾下的意大利画家Fausto Zonaro描绘。

1897年希土战争（希腊语：Ελληνοτουρκικός πόλεμος του 1897，土耳其语：1897 Osmanlı-Yunan Savaşı），或称第一次希土战争，三十日战争。指的是于1897年，爆发在希腊王国和奥斯曼土耳其帝国两国之间的战争。其直接导火索是克里特岛的归属问题。此次战争以希腊的战败宣告结束。1897年12月4日，希腊土耳其双方缔结和约。希腊向土耳其支付巨额赔款，并且割让色萨利亚的部分地区。土耳其军队则需撤出克里特岛，克里特岛成为国际保护地，1898年，克里特岛建立了自己的自治政府。1913年，克里特岛与希腊合并。